# فيلاألبا ديل ري
بلدية فيلاألبا ديل ري (بالإسبانية: Villalba del Rey)‏، هي إحدى بلديات مقاطعة قونكة إحدى مقاطعات إسبانيا، و التي تقع في منطقة قشتالة لا منتشا وسط البلاد, و المائلة لجهة الشرق من إسبانيا.
يبلغ عدد سكانها 622 نسمة وفقاً لإحصائية سنة (2007).